# Minablatta mineira
Minablatta mineira är en kackerlacksart som beskrevs av Guilherme A.M.Lopes och de Oliveira 200. Minablatta mineira ingår i släktet Minablatta och familjen jättekackerlackor. Inga underarter finns listade i Catalogue of Life.